# 吴鹏飞
吴鹏飞（1954年—），浙江青田人，汉族，中华人民共和国政治人物、第十二届全国人民代表大会山东地区代表。
毕业于浙江省委党校工商管理专业。加入中国共产党。2013年，担任全国人大代表。